# کوروت-۳
کوروت-۳ یک ستاره است که در صورت فلکی عقاب قرار دارد.